# Gärtner (Adelsgeschlecht)

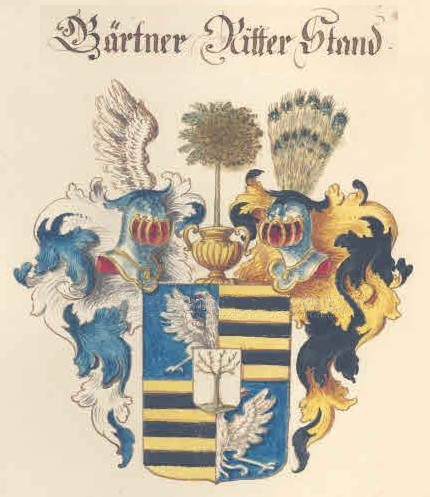
Wappen derer von Gärtner (1750)

Gärtner ist der Name eines sächsischen Briefadelsgeschlechts.

## Geschichte
Das Geschlecht wurde am 18. November 1750 vom König von Sachsen in der Person des kaiserlichen Reichshofrates Karl Wilhelm Gärtner in den Adelsstand erhoben. Dessen ältester Sohn Carl Friedrich wurde am 22. Februar 1771 und sein jüngerer Sohn am 21. April 1792 in den Freiherrenstand erhoben.

## Persönlichkeiten
- Karl Wilhelm von Gärtner (* 1. Dezember 1700 in Dresden; † 13. März 1760 in Wien), deutscher Rechtswissenschaftler und Jurist.
- Karl Friedrich Freiherr von Gärtner († 21. Mai 1779), kaiserlicher Reichshofrat
- August Gottlieb Freiherr von Gärtner (* 17. Juni 1738 in Dresden; † 4. März 1807 ebenda) war ein sächsischer Verwaltungsbeamter und Konsistorialpräsident.

## Wappen
- Blasonierung des ritterlichen Wappens von 1750: Geviert von Blau und Gold mit silbernem Herzschild, darin aus grünem Berg wachsend ein natürlicher Baum. Felder 1 und 4 ein halber silberne Adler an den Spalt gelehnt, Felder 2 und 3 drei schwarze Balken. Zwei Helme: I. mit blau-silbernen Helmdecken ein silberner Flügel, II. mit schwarz-goldenen Decken einen Pfauenbusch; zwischen den Helmen eine goldene Henkelvase, aus der der Baum wächst.
- Blasonierung des Freiherrenwappens von 1771: Schild wie 1750, darauf eine Freiherrenkrone. Helme wie 1750, aber gekrönt. Es fehlt die Henkelvase mit Baum. Als Schildhalter zwei goldene widersehende Löwen.

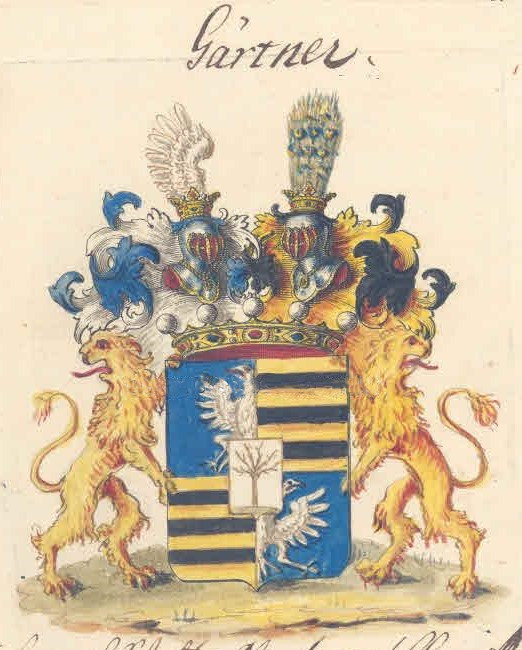
Wappen derer von Gärtner (1771)
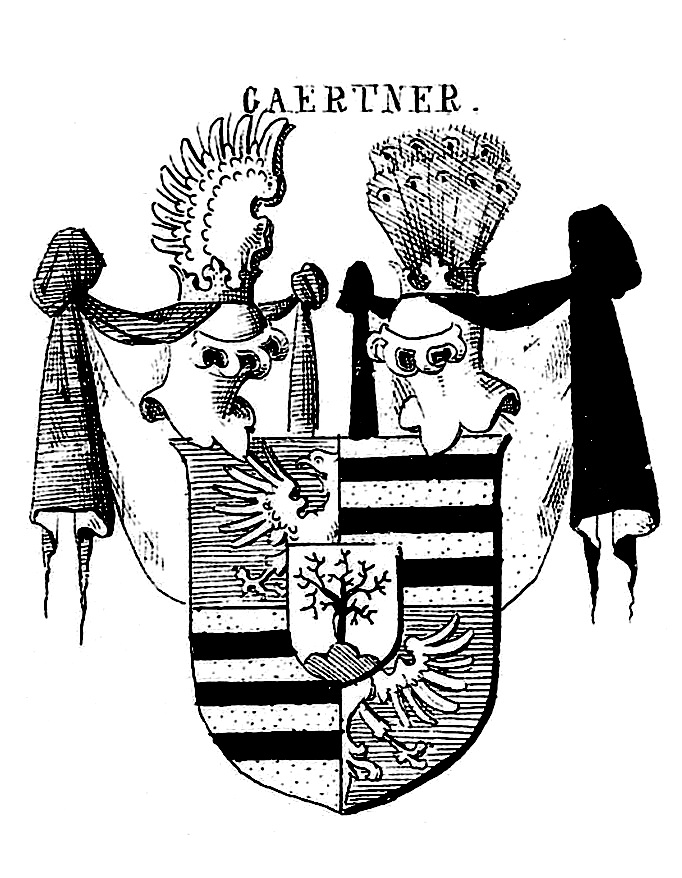
Wappen derer von Gaertner (1771) in Siebmachers Wappenbuch